# Eduardo Santana de Almeida
Eduardo Santana de Almeida (Salvador, 3 de setembro de 1978) é um cientista da computação brasileiro, especialista em Engenharia de Software. É professor titular da Universidade Federal da Bahia (UFBA) e pesquisador na área de desenvolvimento de software, inovação e tecnologia. Possui vasta experiência acadêmica e profissional, tendo coordenado projetos nacionais e internacionais de cooperação científica. É membro titular da Academia de Ciências da Bahia, membro afiliado da Academia Brasileira de Ciências (2017–2021), membro sênior do IEEE e da Association for Computing Machinery (ACM), além de integrar a Sociedade Brasileira de Computação (SBC) desde 2003.

## Biografia
Eduardo Santana de Almeida nasceu em Salvador, na Bahia. Graduou-se em Ciência da Computação pela Universidade Salvador (2000), obteve o título de mestre em Ciência da Computação pela Universidade Federal de São Carlos (2003) e concluiu o doutorado pela Universidade Federal de Pernambuco (2007), com período sanduíche na University of Mannheim, na Alemanha (2006). Realizou pós-doutorado no Virginia Tech (2008–2009) e na University of California, Irvine (2018–2019).

## Carreira acadêmica e científica
Atualmente, é Professor Titular da Universidade Federal da Bahia (UFBA), onde coordena e participa de projetos de pesquisa e inovação. Entre 2012 e 2014, foi coordenador do Mestrado em Ciência da Computação da UFBA-UEFS e, em 2014, assumiu a chefia do Departamento de Ciência da Computação da UFBA. De 2012 a 2015, atuou como líder de pesquisa em Engenharia de Software no Fraunhofer Project Center (FPC/UFBA), contribuindo para sua concepção inicial.
Entre 2015 e 2017, presidiu a Fundação de Amparo à Pesquisa do Estado da Bahia (FAPESB). Foi presidente da Comissão Especial de Engenharia de Software (CEES) da Sociedade Brasileira de Computação (SBC) de 2016 a 2017 e membro do Comitê de Assessoramento de Ciência da Computação (CA-CC) do CNPq (2021–2024). Também integra o Conselho de Inovação da Prefeitura de Salvador desde 2021.
No cenário internacional, coordenou projetos de cooperação formal com instituições como Malardalen University (Suécia), Universitat Politècnica de València (Espanha) e University of Namur (Bélgica), com financiamento do governo sueco e CAPES. Atualmente, lidera projetos de cooperação com a University of California, Irvine e a University of Notre Dame (EUA), financiados pelo CNPq, e com a University of Namur (Bélgica), financiado pelo CONFAP/FAPESB.
Eduardo Almeida possui ampla produção científica, com mais de 250 artigos publicados em congressos e periódicos de impacto na área de Engenharia de Software. Supervisionou mais de 40 alunos de mestrado e doutorado e é autor de três livros na área. Além disso, participa ativamente de comitês científicos e conferências internacionais, como General Chair e Program Chair de eventos como SPLC, SBCARS, SBQS, VaMoS, ICSR e ICSA.

## Afiliações científicas
- Membro Titular da Academia de Ciências da Bahia (desde 2015);
- Membro Afiliado da Academia Brasileira de Ciências (2017-2021);
- Membro Sênior do IEEE;
- Membro Sênior da Association for Computing Machinery (ACM);
- Membro da Sociedade Brasileira de Computação (SBC) desde 2003.

## Homenagem
- 2022. Pesquisador homenageado pela Comissão Especial em Engenharia de Software (CEES) da SBC por Contribuição Relevante para a Engenharia de Software do Brasil, Sociedade Brasileira de Computação (SBC).[5]

## Prêmios
- 2021. Most Active SE Researchers in Top-Quality Journal - Paper: "A bibliometric assessment of software engineering themes, scholars and institutions (2013-2020), Journal of Systems and Software (JSS).
- 2021. Most Influential Paper (MIP) Award, 15th Brazilian Symposium on Software Components, Architectures, and Reuse (SBCARS), Paper: An Investigation on the Impact of MDE on Software Reuse, Sociedade Brasileira de Computação (SBC).[6]
- 2018. Top 10 Most Active Consolidated SE Researchers in Top-Quality Journal - Paper: "A bibliometric assessment of software engineering scholars and institutions (2010-2017), Journal of Systems and Software (JSS).
- 2014. Entre os Melhores Artigos Selecionados, 8th International Workshop on Variability Modelling of Software-intensive Systems (VaMoS), ACM.
- 2013. III Melhor Artigo, VII Simpósio Brasileiro de Componentes, Arquiteturas e Reutilização de Software (SBCARS), artigo: A Feature-Driven Requirements Engineering Approach for Software Product Lines, Sociedade Brasileira de Computação (SBC).[7]
- 2011. Prêmio Jabuti 2011 - Indicação entre os 10 melhores livro da categoria Tecnologia e Informática com o livro: A Carreira de Pesquisador em Engenharia de Software: Principios, Conceitos e Direções, Câmara Brasileira do Livro (CBL).[8]